# Hans Schöchlin
Hans Wilhelm Schöchlin (ur. 6 marca 1893 w Santiago, zm. 3 czerwca 1978 w Biel/Bienne) – szwajcarski architekt, nauczyciel i wioślarz, złoty medalista olimpijski.
Kształcił się na Politechnice Federalnej w Zurychu, Uniwersytecie Technicznym w Monachium i Karlsruher Institut für Technologie. Po uzyskaniu dyplomu w Karlsruhe rozpoczął pracę jako architekt.
Schöchlin znalazł się w reprezentacji Szwajcarii na igrzyska olimpijskie w Paryżu w 1924 roku. Został zgłoszony do startu w ósemkach, jednak ostatecznie nie wystartował. Na rozgrywanych cztery lata później igrzyskach olimpijskich w Amsterdamie Szwajcarzy w składzie: Hans Schöchlin, Karl Schöchlin i Hans Bourquin (sternik) zdobyli złoty medal w dwójkach ze sternikiem. W finale wyprzedzili Francuzów o 5,8 sekundy. Wziął ponadto udział w olimpijskim konkursie sztuki i literatury na igrzyskach olimpijskich w Berlinie w 1936.
Ponadto w czwórkach ze sternikiem zdobywał srebrne medale na mistrzostwach Europy w Lucernie (1926), mistrzostwach Europy w Como (1927) i mistrzostwach Europy w Liège (1930) oraz brązowy na mistrzostwach Europy w Paryżu (1931). Zdobył również trzy medale w ósemkach: złoty na mistrzostwach Europy w Pradze (1925) oraz srebrne na mistrzostwach Europy w Como (1923) i mistrzostwach Europy w Zurychu (1924). Ponadto zwyciężył w dwójkach podwójnych na mistrzostwach Europy w Barcelonie (1922).
W trakcie pierwszej i drugiej wojny światowej służył w Schweizer Armee. Ze służby odszedł w 1945 w stopniu kapitana.
Karl Schöchlin był jego młodszym bratem.